# Horace M. Albright Training Center
L'Horace M. Albright Training Center – ou simplement l'Albright Training Center – est un centre de formation américain situé à Grand Canyon Village, dans le comté de Coconino, en Arizona. Nommé en l'honneur d'Horace M. Albright, cet établissement du National Park Service dans le parc national du Grand Canyon occupe des bâtiments dessinés par Cecil J. Doty et inscrits au Registre national des lieux historiques depuis le 13 septembre 2013.